# Никос Кодзиас
Нѝкос Кодзиа̀с или Нико̀лаос Кодзиа̀с (на гръцки: Νικόλαος Κοτζιάς) е гръцки политик, бивш външен министър на Гърция в правителствата на СИРИЗА.

## Биография
Кодзиас завършва икономика и политология и философия в Атинския университет, след което защитава докторат в Гисенския университет в Германия. Работи и преподава в различни университети в чужбина, а от 2008 г. е професор по политически теории в Пирейския университет. Автор на редица научни монографии и други публикации.
Кодзиас на младини е активен комсомолец и впоследствие става член на ЦК на ГКП, където се отличава като идеолог. Напуска ГКП през 1989 г. заради решението ѝ да влезе в коалиционното правителство на Дзанис Дзанетакис, което има за цел да разследва злоупотребите на Андреас Папандреу.
От 1993 до 2008 е експерт в Министерство на външните работи на Гърция, от 2005 г. с ранг на екперт-посланик.
От януари 2015 г. до октомври 2018 г. е външен министър на Гърция в правителствата на Алексис Ципрас. Подписва Преспанското споразумение с Република Македония на 17 юни 2018 г. Подава оставка след спорове с министъра на отбраната Панос Каменос.
Говори немски и английски език.